# Welcome to O'Block
Welcome to O'Block — перший і останній прижиттєвий студійний альбом американського репера King Von, виданий 30 жовтня 2020 року на лейблах Only the Family та Empire Distribution. За тиждень після релізу Welcome to O'Block, 6 листопада 2020 року, виконавця застрелили після вечірки на честь виходу платівки й уродин репера Boss Top з O'Block, що були напередодні.
«O'Block» у назві альбому є посиланням та іншою назвою для житлового комплексу Parkway Gardens у Чикаго, де жив King Von. Зображення комплексу присутнє на задній обкладинці. Татуювання «64» є посиланням на 64th Street, де виріс Вон. «Gleesh Place» використано як семпл на «Do It for Von» у виконанні Booka 600, Memo600 та THF Zoo з компіляції Loyal Bros (2021).
Платівка дебютувала на 13-ій сходинці Billboard 200 із 25 тис. альбомних рівнозначних одиниць за перший тиждень. За іронією тоді ж на 14-му місці розмістився у свій восьмий тиждень Top, студійний альбом YoungBoy Never Broke Again, конфлікт з яким завершився смертю Вона. Вислід Welcome to O'Block за другий тиждень: 5-та сходинка з 44 тис. альбомних еквівалентних одиниць. Продаж збільшився через загибель репера.

## Реліз і просування
Вон пояснив ключову різницю між його мікстейпом Levon James, випущеним раніше того ж року, і Welcome to O'Block: «Якщо ви щось робите й робите це далі, то ви отримаєте кращі результати. Усе краще. Це дійсно так, я працював наполегливо».
В інтерв'ю для Uproxx виконавець заявив, що музику на платівці присвячено людям, які жили в його нейборгуді та які, як і він, мали життя сповнене труднощами й небезпекою. Вон також заявив, що його оповідувальний реп походить від його перебування у в'язниці, де він читав книги й міські романи більшу частину часу. Улюблений трек Вона з альбому: «Demon».
За три дні до релізу, 27 жовтня, на YouTube-каналі «CivilTV» з'явилося відео під назвою «Welcome to My Neighborhood: O Block», в якому Вон розповідає про своє життя в Parkway Gardens, історії про себе та про те, як він узявся за реп, розкриваючи деякі подробиці нового альбому. У цьому ж відео він заходить у свій старий нейборгуд «Killaward». 4 листопада 2020 року репер твітнув про делюкс-видання. Останнє так і не вийшло.

## Відеокліпи
Прем'єра «Why He Told»: 24 липня 2020 року. Відео перегукується з текстом пісні, починається з поліціянтки, яка вмикає диктофон, і перемотує повз видіння Вонового друга-інформатора, що уявляє, як той переслідує його і прокидається в холодному поту від почуття провини за стукацтво.
Прем'єра «All These Niggas»: 5 серпня 2020 року. Режисер: JV Visuals 312. У кліпі, знятому в O'Block, King Von сидить у білому Ролс Ройсі з величезним діамантовий ланцюгом Only the Family й читає реп про життя в нейборгуді. Lil Durk не з'являється у відео, позаяк через відкриту тоді справу існувала заборона перебувати обом в одному місці.
Прем'єра «How It Go»: 28 серпня 2020 року. У кліпі Вон розповідає про те, що відбувається за зачиненими дверима кримінального процесу. Першу половину відео зосереджено на переговорах між прокурорами та державними захисниками, які часто закінчуються угодами про визнання провини, і показує, як Вон намагається вижити у в’язниці. У другій половині показано, як він виходить і бореться за виживання, тепер поза межами в’язниці.
Прем'єра «I Am What I Am»: 9 жовтня 2020 року. Режисер: Jerry Production. Кліп показує як Fivio Foreign та King Von вихваляються грошима, автівками, коштовностями тощо в чиказьких підворіттях. Прем'єра «Gleesh Place»: 29 жовтня 2020 року, за день до виходу платівки.
Прем'єра «The Code»: 30 жовтня 2020 року. Режисер: DrewFilmedIt. Відео в стилістиці науково-фантастичних фільми жахів, показує, як Вон і Polo G використовують комп'ютерну програму, щоб заманити в пастку своїх ворогів, яких вони катують решту відео з допомогою асистентки.
Усього оприлюднено 4 посмертних кліпів з альбому. Прем'єра «Wayne's Story»: 8 грудня 2020 року. Прем'єра «Armed & Dangerous»: 11 січня 2021 р., заплановану дату виходу 6 листопада 2020 року перенесли через його смерть. Прем'єра «Mine Too»: 21 квітня 2021 року. Прем'єра «Demon»: 9 серпня 2021 року, у день його гіпотетичного 27-річчя.

## Список пісень
| #     | Назва                                                | Автор                                                                   | Продюсер(и)                        | Тривалість |
| ----- | ---------------------------------------------------- | ----------------------------------------------------------------------- | ---------------------------------- | ---------- |
| 1.    | «Armed & Dangerous»                                  | Дейвон Беннетт Даррелл Джексон                                          | Chopsquad DJ                       | 2:02       |
| 2.    | «GTA»                                                | Беннетт Джексон                                                         | Chopsquad DJ                       | 2:01       |
| 3.    | «Demon»                                              | Беннетт Джексон                                                         | Chopsquad DJ                       | 2:13       |
| 4.    | «Mine Too»                                           | Беннетт Дерріл Клемонс Джошуа Семюел Крістіан Ворд                      | Pooh Beatz Turn Me Up Josh Hitmaka | 2:54       |
| 5.    | «The Code» (з участю Polo G)                         | Беннетт Торус Бартлетт Люк Клей Джордан Найт Джамір Тайлон              | LC JTK DJ Ayo                      | 3:22       |
| 6.    | «Why He Told»                                        | Беннетт Джексон                                                         | Chopsquad DJ                       | 3:08       |
| 7.    | «Back Again» (разом із Prince Dre з участю Lil Durk) | Беннетт Дерк Бенкс Деандре Кембелл Брайтевіос Чемберз Денієл Ваґнер Кеш | Tay Keith Dnny Phntm               | 2:31       |
| 8.    | «Gleesh Place»                                       | Беннетт Веслі Ґлесс                                                     | Wheezy                             | 1:34       |
| 9.    | «All These Niggas» (з участю Lil Durk)               | Беннетт Бенкс Джексон                                                   | Chopsquad DJ                       | 2:24       |
| 10.   | «Can't Relate»                                       | Беннетт Джексон Віллі Берд                                              | Chopsquad DJ Will-A-Fool           | 2:40       |
| 11.   | «Mad at You» (з участю Dreezy)                       | Беннетт Шондреа Следж Джексон                                           | Chopsquad DJ                       | 3:14       |
| 12.   | «Ain't See It Coming» (з участю Moneybagg Yo)        | Беннетт Демаріо Вайт-мл. Джексон                                        | Chopsquad DJ                       | 2:43       |
| 13.   | «I Am What I Am» (з участю Fivio Foreign)            | Беннетт Мексі Райлз III Джексон                                         | Chopsquad DJ                       | 3:38       |
| 14.   | «Ride»                                               | Беннетт Джексон                                                         | Chopsquad DJ                       | 2:22       |
| 15.   | «How It Go»                                          | Беннетт Джексон                                                         | Chopsquad DJ                       | 3:52       |
| 16.   | «Wayne's Story»                                      | Беннетт Джексон                                                         | Chopsquad DJ                       | 2:18       |
| 36:59 |                                                      |                                                                         |                                    |            |

Примітки
- ↑  позначає офіційно не зазначеного спів-продюсера.

## Чартові позиції
| Чарт (2020–2022)                       | Найвища позиція |
| -------------------------------------- | --------------- |
| Канада Canadian Albums (Billboard)     | 12              |
| США Billboard 200                      | 5               |
| США Top R&B/Hip-Hop Albums (Billboard) | 3               |
| США Independent Albums (Billboard)     | 1               |

| Чарт (2021)                           | Позиція |
| ------------------------------------- | ------- |
| US Billboard 200                      | 107     |
| US Top R&B/Hip-Hop Albums (Billboard) | 61      |

## Сертифікації
| Регіон                                                      | Сертифікація | Продажі |
| ----------------------------------------------------------- | ------------ | ------- |
| США (RIAA)                                                  | Золотий      | 500 000 |
| продажі+прослуховування, що базуються лише на сертифікаціях |              |         |